# Вазит
Вазит (дари وزيت) — кишлак на северо-востоке Афганистана, в вилаяте (провинции) Бадахшан. Входит в состав района Вахан.

## Географическое положение
Вазит расположен на северо-востоке Бадахшана, в высокогорной местности, на правом берегу реки Вахандарьи, вблизи места впадения в неё малой реки Вазит, на расстоянии приблизительно 193 километров к востоку от города Файзабада, административного центра вилаята. Абсолютная высота — 2868 метров над уровнем моря. Ближайшие населённые пункты — кишлак Суст (на противоположном берегу Вахандарьи), кишлак Калайи-Уст (выше по течению Вахандарьи), кишлак Абгадж (ниже по течению Вахандарьи).

## Население
На 2003 год население составляло 200 человек (118 мужчин и 82 женщины). Дети в возрасте до 15 лет составляли 49 % от общего количества жителей кишлака. В национальном составе преобладают ваханцы.